# Nazareno Santolini
 (novembre 2020).
Nazareno Santolini (Caldarola, 23 octobre 1859 - Monte Argentario, 4 janvier 1930) est un prêtre passioniste reconnu vénérable par l'Église catholique.

## Biographie
Nazareno Santolini naît le 23 octobre 1859 à Caldarola dans la province de Macerata. Il ressent très jeune l'appel au sacerdoce et passe quelques années au séminaire de son diocèse où il se fait remarquer pour ses bons résultats et sa piété, à tel point qu'il est envoyé à Rome dans le célèbre collège Capranica puis à l'université pontificale grégorienne où il obtient un diplôme en philosophie et une licence en théologie.
Il décide de devenir passioniste après avoir vu un religieux de cet institut. Il prend l'habit le 18 novembre 1881 et fait sa profession religieuse le 19 septembre 1882 au couvent des Saints Jean et Paul à Rome. Il reçoit l'ordination sacerdotale le 10 mars 1883. En 1885, il s'installe au couvent de la Scala Santa, il est assistant spirituel des étudiants passionistes et exerce le ministère sacerdotal dans deux aumôneries. En 1893, Il est nommé maître des novices au noviciat du Monte Argentario, poste qu'il occupe de nombreuses années. Parmi ses novices, on peut nommer Galileo Nicolini (1882-1897), un adolescent déclaré vénérable et le serviteur de Dieu Candide de l'Immaculée (1914-1992). Il meurt le 4 janvier 1930. Ses restes reposent dans l'église du Monte Argentario, à côté de ceux de Galileo Nicolini, son novice. Nazareno est reconnu vénérable le 7 septembre 1989 par Jean-Paul II.